# Општина Максинени (Браила)
Максинени (рум. Măxineni) општина је у Румунији у округу Браила.
Oпштина се налази на надморској висини од 9 m.